# Anacardiòidies
Les anacardiòidies (Anacardioideae) són una subfamília de plantes dins la família de les anacardiàcies.